# Šinzó Abe
Šinzó Abe (japonsky: 安倍 晋三, Abe Šinzó; 21. září 1954 Tokio – 8. července 2022 Nara) byl japonský politik, v letech 2006–2007 a 2012–2020 premiér.

## Život
Abe se narodil do rodiny politika. Jeho dědečkem z matčiny strany byl Nobusuke Kiši, který byl během války správcem okupovaného Mandžuska a ministrem v Tódžově kabinetu, po válce byl vyšetřován jako válečný zločinec, ale v letech 1957–1960 se stal premiérem Japonska. Kišiho bratr Eisaku Sató byl předsedou vlády v letech 1964–1972.
Abe se věnoval studiu politologie v Japonsku a ve Spojených státech amerických. Pracoval v soukromém sektoru až do roku 1982, kdy začal s prací pro vládní administrativu. Do politiky vstoupil roku 1993, když vyhrál volby v prefektuře Jamaguči. Abe sloužil pod premiéry Joširó Morim a Džuničiró Koizumim a nakonec se stal Koizumiho Nejvyšším vládním tajemníkem. Abe vstoupil v povědomí Japonců zejména pro svůj silný postoj, který zastával vůči Severní Koreji, což ho nakonec vyneslo až do předsednictví vládnoucí Liberálně demokratické strany (LDP) a do úřadu premiéra.
Kromě toho, že Abe bude následovat ekonomickou politiku svého předchůdce, rovněž se předpokládalo, že zlepší napjaté vztahy s Čínskou lidovou republikou. Na zvláštním zasedání parlamentu 26. září 2006 byl zvolen 90. předsedou japonské vlády. Stal se nejmladším japonským premiérem od dob druhé světové války a prvním, který se narodil až po válce. 12. září 2007 však náhle rezignoval po měsících rostoucího politického tlaku. Vládl pouze jeden rok. Nahradil ho Jasuo Fukuda, který se tak stal 91. ministerským předsedou japonské vlády.
Předsedou vlády se Abe znovu stal 26. prosince 2012 poté, co jím vedená Liberálně demokratická strana vyhrála předčasné prosincové volby. Liberální demokraté se tak do čela vlády vrátili po více než třech letech. Pro jím provedená ekonomická opatření se vžilo označení Abenomika.
V září roku 2017 oznámil jako předseda vlády záměr rozpustit vládu pod svým vedením a vyhlásit předčasné parlamentní volby, ke kterým by mělo dojíti dne 22. října 2017.
Dne 20. září 2018 byl Abe, jako lídr vládnoucí Liberálně-demokratické strany, zvolen po čtvrté. 19. listopadu 2019 se Abe stal nejdéle sloužícím japonským premiérem. V září 2020 ze zdravotních důvodů rezignoval na svou funkci.

## Atentát
Během proslovu na předvolebním mítinku ve městě Nara dne 8. července 2022 byl bývalý premiér kolem 11:30 JST zezadu postřelen. Abeho vystoupení v Naře bylo naplánováno pouhý den dopředu, původně měl v ten den agitovat na setkání v Naganu. Dle svědků vyšly dvě rány z podomácku vyrobené nebo upravené zbraně podobné brokovnici. Abe byl zasažen do hrudníku a krku a krátce poté upadl do bezvědomí. S vážným zraněním, zástavou srdce a bez známek života byl letecky převezen do místní nemocnice, kam dorazil ve 12:07 JST. Pravděpodobným střelcem byl Tecuja Jamagami, 41letý obyvatel Nary a bývalý příslušník japonského námořnictva, který byl na místě zadržen prefekturní policií a je podezřelý z pokusu o vraždu. Jamagami se následně k záměru zavraždit Abeho přiznal a jako důvod uvedl frustraci z Abeho činů. Abeho úmrtí potvrdili představitelé strany LDP ten samý den v podvečer. Dle prohlášení zástupců nemocnice v Naře byl Abe prohlášen za mrtvého v 17:03 JST. Dle vyjádření lékaře Fukušimy byl Abe zasažen dvěma ranami, přičemž jedna zasáhla i srdce.

## Vyznamenání
- člen I. třídy Řádu krále Abd al-Azíze – Saúdská Arábie, 2007
- člen I. třídy Řádu šejka Isy ibn Salmána al Chalífy – Bahrajn, 2013
- velkokříž Řádu za zásluhy Pobřeží slonoviny – Pobřeží slonoviny, 2014
- velkokříž Řádu Oranžsko-Nasavské – Nizozemsko, 29. října 2014[7]
- řetěz Řádu Sikatuna – Filipíny, 3. června 2015
- velkokříž Řádu dubové koruny – Lucembursko, 2017
- velkokříž Řádu Isabely Katolické – Španělsko, 31. března 2017[8]
- velkokříž Řádu cti – Řecko